# عملة 10 دينار أردني
عملة 10 دينار أردني هي من اقدم العملات الورقية التي حافظت على اصدارها منذ الاصدار الاول وحتى ليوم، وتعدج من العملات المتداولة بكثرة لقيمتها المتوسطة وقدرة الجميع على الحصول عليها. منذ اصدارها كان اللون الغالب على عملة 5 دنانير هي اللون الازرق بتدرجاته.

## إصدار مجلس النقد الأردني
|  |  | عشرة دنانير | 185 × 97 mm | أزرق | عبد الله الأول بن الحسين | البتراء | تقويم ميلادي1949 تقويم هجري1368 |

|  |  | عشرة دنانير | 185 × 97 mm | أزرق | الحسين بن طلال | البتراء | تقويم ميلادي1952 تقويم هجري1371 |

## إصدار البنك المركز الأردني
| الإصدار الأول 1959 - 1975 عن البنك المركزي الأردني | الإصدار الأول 1959 - 1975 عن البنك المركزي الأردني | الإصدار الأول 1959 - 1975 عن البنك المركزي الأردني | الإصدار الأول 1959 - 1975 عن البنك المركزي الأردني | الإصدار الأول 1959 - 1975 عن البنك المركزي الأردني | الإصدار الأول 1959 - 1975 عن البنك المركزي الأردني | الإصدار الأول 1959 - 1975 عن البنك المركزي الأردني | الإصدار الأول 1959 - 1975 عن البنك المركزي الأردني | الإصدار الأول 1959 - 1975 عن البنك المركزي الأردني                                                                                         | الإصدار الأول 1959 - 1975 عن البنك المركزي الأردني |
| الوجه                                              | الظهر                                              | القيمة                                             | الأبعاد (مم)                                       | اللون الأساسي                                      | الوجه                                              | الظهر                                              | تاريخ السك                                         | ملاحظات |                                                    |
| -------------------------------------------------- | -------------------------------------------------- | -------------------------------------------------- | -------------------------------------------------- | -------------------------------------------------- | -------------------------------------------------- | -------------------------------------------------- | -------------------------------------------------- | --- | -------------------------------------------------- |
|                                                    |                                                    | عشرة دنانير                                        | 175 × 88                                           | أزرق                                               | الحسين بن طلال                                     | المغطس                                             | تقويم ميلادي1959 تقويم هجري1379                    | أ. تم إصدار نموذجين يحملان نفس القيمة (500 فلس) و(نصف دينار) ب. تم إصدار نماذج تحتوي سنة قانون الإصدار 1959 ونماذج أخرى بدون تاريخ القانون |                                                    |

| الإصدار الثاني 1975 - 1992 عن البنك المركزي الأردني | الإصدار الثاني 1975 - 1992 عن البنك المركزي الأردني | الإصدار الثاني 1975 - 1992 عن البنك المركزي الأردني | الإصدار الثاني 1975 - 1992 عن البنك المركزي الأردني | الإصدار الثاني 1975 - 1992 عن البنك المركزي الأردني | الإصدار الثاني 1975 - 1992 عن البنك المركزي الأردني | الإصدار الثاني 1975 - 1992 عن البنك المركزي الأردني | الإصدار الثاني 1975 - 1992 عن البنك المركزي الأردني | الإصدار الثاني 1975 - 1992 عن البنك المركزي الأردني | الإصدار الثاني 1975 - 1992 عن البنك المركزي الأردني |
| الوجه                                               | الظهر                                               | القيمة                                              | الأبعاد                                             | اللون الأساسي                                       | الوجه                                               | الظهر                                               | تاريخ السك                                          | العلامة المائية                                     |                                                     |
| --------------------------------------------------- | --------------------------------------------------- | --------------------------------------------------- | --------------------------------------------------- | --------------------------------------------------- | --------------------------------------------------- | --------------------------------------------------- | --------------------------------------------------- | --------------------------------------------------- | --------------------------------------------------- |
|                                                     |                                                     | عشرة دنانير                                         | 160 × 80 mm                                         | أزرق                                                | الحسين بن طلال                                      | المدرج الروماني (عمان)، قصر الثقافة (عمان)          | تقويم ميلادي1975 تقويم هجري1395                     | الحسين بن طلال                                      |                                                     |

| الإصدار الثالث 1992 - 2002 عن البنك المركزي الأردني | الإصدار الثالث 1992 - 2002 عن البنك المركزي الأردني | الإصدار الثالث 1992 - 2002 عن البنك المركزي الأردني | الإصدار الثالث 1992 - 2002 عن البنك المركزي الأردني | الإصدار الثالث 1992 - 2002 عن البنك المركزي الأردني | الإصدار الثالث 1992 - 2002 عن البنك المركزي الأردني | الإصدار الثالث 1992 - 2002 عن البنك المركزي الأردني | الإصدار الثالث 1992 - 2002 عن البنك المركزي الأردني | الإصدار الثالث 1992 - 2002 عن البنك المركزي الأردني | الإصدار الثالث 1992 - 2002 عن البنك المركزي الأردني |
| الوجه                                               | الظهر                                               | القيمة                                              | الأبعاد                                             | اللون الأساسي                                       | الوجه                                               | الظهر                                               | تاريخ السك                                          | العلامة المائية                                     |                                                     |
| --------------------------------------------------- | --------------------------------------------------- | --------------------------------------------------- | --------------------------------------------------- | --------------------------------------------------- | --------------------------------------------------- | --------------------------------------------------- | --------------------------------------------------- | --------------------------------------------------- | --------------------------------------------------- |
|                                                     |                                                     | عشرة دنانير                                         | 149 × 74 mm                                         | أزرق                                                | الحسين بن طلال                                      | قلعة عجلون                                          | تقويم ميلادي1995 تقويم هجري1415                     | الحسين بن طلال                                      |                                                     |

| الإصدار الرابع 2002 - 2022 عن البنك المركزي الأردني | الإصدار الرابع 2002 - 2022 عن البنك المركزي الأردني | الإصدار الرابع 2002 - 2022 عن البنك المركزي الأردني | الإصدار الرابع 2002 - 2022 عن البنك المركزي الأردني | الإصدار الرابع 2002 - 2022 عن البنك المركزي الأردني | الإصدار الرابع 2002 - 2022 عن البنك المركزي الأردني | الإصدار الرابع 2002 - 2022 عن البنك المركزي الأردني | الإصدار الرابع 2002 - 2022 عن البنك المركزي الأردني | الإصدار الرابع 2002 - 2022 عن البنك المركزي الأردني | الإصدار الرابع 2002 - 2022 عن البنك المركزي الأردني |
| الوجه                                               | الظهر                                               | القيمة                                              | الأبعاد                                             | اللون الأساسي                                       | الوجه                                               | الظهر                                               | تاريخ السك                                          | تاريخ الإصدار                                       | العلامة المائية                                     |
| --------------------------------------------------- | --------------------------------------------------- | --------------------------------------------------- | --------------------------------------------------- | --------------------------------------------------- | --------------------------------------------------- | --------------------------------------------------- | --------------------------------------------------- | --------------------------------------------------- | --------------------------------------------------- |
|                                                     |                                                     | عشرة دنانير                                         | 141 × 74 mm                                         | أزرق                                                | طلال بن عبد الله                                    | المبنى الأول للبرلمان الأردني                       | 2002 تقويم هجري 1423                                | 22 ديسمبر، 2002                                     | الملك طلال بن عبد الله                              |

| الإصدار الخامس 2022 - الآن عن البنك المركزي الأردني | الإصدار الخامس 2022 - الآن عن البنك المركزي الأردني | الإصدار الخامس 2022 - الآن عن البنك المركزي الأردني | الإصدار الخامس 2022 - الآن عن البنك المركزي الأردني | الإصدار الخامس 2022 - الآن عن البنك المركزي الأردني | الإصدار الخامس 2022 - الآن عن البنك المركزي الأردني | الإصدار الخامس 2022 - الآن عن البنك المركزي الأردني | الإصدار الخامس 2022 - الآن عن البنك المركزي الأردني | الإصدار الخامس 2022 - الآن عن البنك المركزي الأردني | الإصدار الخامس 2022 - الآن عن البنك المركزي الأردني |
| الوجه                                               | الظهر                                               | القيمة                                              | الأبعاد                                             | اللون الأساسي                                       | الوجه                                               | الظهر                                               | تاريخ السك                                          | تاريخ الإصدار                                       | العلامة المائية                                     |
| --------------------------------------------------- | --------------------------------------------------- | --------------------------------------------------- | --------------------------------------------------- | --------------------------------------------------- | --------------------------------------------------- | --------------------------------------------------- | --------------------------------------------------- | --------------------------------------------------- | --------------------------------------------------- |
|                                                     |                                                     | عشرة دنانير                                         | 141 × 74 مم                                         | الأزرق                                              | طلال بن عبد الله / قصر عمرة                         | المدرج الروماني، عمَّان                               | 2022 م 1444 هـ                                      | 26 يوليو 2023                                       | طلال بن عبد الله                                    |

## الإصدارات المعدنية التذكارية
| \| الذكرى 1400 للهجرة النبوية \|                                                                                     | \| الذكرى 1400 للهجرة النبوية \|                                                                                     | \| الذكرى 1400 للهجرة النبوية \|                                                     | \| الذكرى 1400 للهجرة النبوية \|                                                     | \| الذكرى 1400 للهجرة النبوية \| |
| --- | --- | ------------------------------------------------------------------------------------ | ------------------------------------------------------------------------------------ | -------------------------------- |
| 10 دينار أردني معدني (1980)                                                                                          | |                                                                                      |                                                                                      |                                  |
| الوجه : إذ أخرجه الذين كفروا ثاني اثنين إذ هما في الغار إذ يقول لصاحبه لا تحزن إن الله معنا 1400هـ 1980م عشرة دنانير | الوجه : إذ أخرجه الذين كفروا ثاني اثنين إذ هما في الغار إذ يقول لصاحبه لا تحزن إن الله معنا 1400هـ 1980م عشرة دنانير | العكس : الحسين بن طلال ملك المملكة الاردنية الهاشمية THE HASHEMITE KINGDOM OF JORDAN | العكس : الحسين بن طلال ملك المملكة الاردنية الهاشمية THE HASHEMITE KINGDOM OF JORDAN |                                  |
| الكتلة 30 غ | المعدن فضة 0.925 | القطر 40 مم                                                                          | السُمك                                                                                |                                  |
| المصمم(ون) | المصمم(ون) | الحواف مسكوكة                                                                        | الحواف مسكوكة                                                                        |                                  |
| الطرازات 1980 | الطرازات 1980 | القيمة الاسمية 10 دينار أردني                                                        | القيمة الاسمية 10 دينار أردني                                                        |                                  |
| الذكرى 1400 للهجرة النبوية                                                                                           | |                                                                                      |                                                                                      |                                  |

| \| العيد الخمسين لميلاد جلالة الملك الحسين \|                                        | \| العيد الخمسين لميلاد جلالة الملك الحسين \|                                        | \| العيد الخمسين لميلاد جلالة الملك الحسين \|                                        | \| العيد الخمسين لميلاد جلالة الملك الحسين \|                                        | \| العيد الخمسين لميلاد جلالة الملك الحسين \| |
| ------------------------------------------------------------------------------------ | ------------------------------------------------------------------------------------ | ------------------------------------------------------------------------------------ | ------------------------------------------------------------------------------------ | --------------------------------------------- |
| 10 دينار أردني معدني (1985)                                                          |                                                                                      |                                                                                      |                                                                                      |                                               |
| الوجه : العيد الخمسين لميلاد جلالة الملك الحسين 1985م - 1406هـ 10 دنانير - 10 DINARS | الوجه : العيد الخمسين لميلاد جلالة الملك الحسين 1985م - 1406هـ 10 دنانير - 10 DINARS | العكس : الحسين بن طلال ملك المملكة الاردنية الهاشمية THE HASHEMITE KINGDOM OF JORDAN | العكس : الحسين بن طلال ملك المملكة الاردنية الهاشمية THE HASHEMITE KINGDOM OF JORDAN |                                               |
| الكتلة 15.2 غ                                                                        | المعدن فضة 0.925                                                                     | القطر 29 مم                                                                          | السُمك                                                                                |                                               |
| المصمم(ون)                                                                           | المصمم(ون)                                                                           | الحواف مسكوكة                                                                        | الحواف مسكوكة                                                                        |                                               |
| الطرازات 1985                                                                        | الطرازات 1985                                                                        | القيمة الاسمية 10 دينار أردني                                                        | القيمة الاسمية 10 دينار أردني                                                        |                                               |
| العيد الخمسين لميلاد جلالة الملك الحسين                                              |                                                                                      |                                                                                      |                                                                                      |                                               |

| \| \|                                                                                                 | \| \|                                                                                                 | \| \| | \| \| | \| \| |
| --- | --- | --- | --- | ----- |
| 10 دنانير أردني معدني (1999)                                                                          | | | |       |
| الوجه : 1420 1999 ـ بمناسبة الجلوس على العرش عبد الله الثاني ابن الحسين ملك المملكة الأردنية الهاشمية | الوجه : 1420 1999 ـ بمناسبة الجلوس على العرش عبد الله الثاني ابن الحسين ملك المملكة الأردنية الهاشمية | العكس : 1420 H 1999 TEN DINARS THE ACCESSION TO THE THRONE OF KING ABDULLAH II THE HASHEMITE KINGDOM OF JORDAN عشرة دنانير | العكس : 1420 H 1999 TEN DINARS THE ACCESSION TO THE THRONE OF KING ABDULLAH II THE HASHEMITE KINGDOM OF JORDAN عشرة دنانير |       |
| الكتلة 31.1 غ                                                                                         | المعدن فضة 0.999                                                                                      | القطر 40 مم | السُمك 3 مم |       |
| المصمم(ون)                                                                                            | المصمم(ون)                                                                                            | الحواف مسكوكة | الحواف مسكوكة |       |
| الطرازات 1999                                                                                         | الطرازات 1999                                                                                         | القيمة الاسمية 10 دينار أردني                                                                                              | القيمة الاسمية 10 دينار أردني                                                                                              |       |
| | | | |       |

| \| \| | \| \| | \| \|                                                                                     | \| \|                                                                                     | \| \| |
| --- | --- | ----------------------------------------------------------------------------------------- | ----------------------------------------------------------------------------------------- | ----- |
| 10 دنانير أردني معدني (2000)                                                                                                  | |                                                                                           |                                                                                           |       |
| الوجه : 10 DINARS 10 دنانير 1420 2000 THE HASHEMITE KINGDOM OF JORDAN عبدالله الثاني ابن الحسين ملك المملكة الأردنية الهاشمية | الوجه : 10 DINARS 10 دنانير 1420 2000 THE HASHEMITE KINGDOM OF JORDAN عبدالله الثاني ابن الحسين ملك المملكة الأردنية الهاشمية | العكس : BETHANY BEYOND JORDAN JOHN 1.28 MILLENNIUM YEAR 2000 A.D. THE SITE OF THE BAPTISM | العكس : BETHANY BEYOND JORDAN JOHN 1.28 MILLENNIUM YEAR 2000 A.D. THE SITE OF THE BAPTISM |       |
| الكتلة 31.1 غ | المعدن فضة 0.999 | القطر 40 مم                                                                               | السُمك 2.35 مم                                                                             |       |
| المصمم(ون) | المصمم(ون) | الحواف مسكوكة                                                                             | الحواف مسكوكة                                                                             |       |
| الطرازات 2000 | الطرازات 2000 | القيمة الاسمية 10 دينار أردني                                                             | القيمة الاسمية 10 دينار أردني                                                             |       |
| | |                                                                                           |                                                                                           |       |

| \| \| | \| \| | \| \| | \| \| | \| \| |
| --- | --- | --- | --- | ----- |
| 10 دنانير أردني معدني (2006) | | | |       |
| الوجه : 10 DINARS 10 دنانير 1946 2006 العيد الستون لذكرى الاستقلال المملكة الأردنية الهاشمية أبدأ بحمد الله على نعمائه ... بما أيدنا... وذلك بإعلان بلادنا الأردنية ،دولة مستقلة استقلالاً تاماً نعتز بأن تظل الوفية لميثاق الوحدة القوميًة وللمثل العربية | الوجه : 10 DINARS 10 دنانير 1946 2006 العيد الستون لذكرى الاستقلال المملكة الأردنية الهاشمية أبدأ بحمد الله على نعمائه ... بما أيدنا... وذلك بإعلان بلادنا الأردنية ،دولة مستقلة استقلالاً تاماً نعتز بأن تظل الوفية لميثاق الوحدة القوميًة وللمثل العربية | العكس : 1946 2006 THE 60TH ANNIVERSARY OF INDEPENDENCE THE HASHEMITE KINGDOM OF JORDAN The National Assembly مجلس الأمة | العكس : 1946 2006 THE 60TH ANNIVERSARY OF INDEPENDENCE THE HASHEMITE KINGDOM OF JORDAN The National Assembly مجلس الأمة |       |
| الكتلة 120 غ | المعدن فضة 0.999 | القطر 60 مم | السُمك |       |
| المصمم(ون) | المصمم(ون) | الحواف مسكوكة | الحواف مسكوكة |       |
| الطرازات 2006 | الطرازات 2006 | القيمة الاسمية 10 دينار أردني                                                                                           | القيمة الاسمية 10 دينار أردني                                                                                           |       |
| | | | |       |

| \| \| | \| \| | \| \|                                                                           | \| \|                                                                           | \| \| |
| --- | --- | ------------------------------------------------------------------------------- | ------------------------------------------------------------------------------- | ----- |
| 10 دنانير أردني معدني (2009) | |                                                                                 |                                                                                 |       |
| الوجه : 10 DINARS 10 دنانير 1999 2009 THE 10TH ANNIVERSARY OF ACCESSION TO THE THRONE عبد الله الثاني ابن الحسين ملك المملكة الأردنية الهاشمية | الوجه : 10 DINARS 10 دنانير 1999 2009 THE 10TH ANNIVERSARY OF ACCESSION TO THE THRONE عبد الله الثاني ابن الحسين ملك المملكة الأردنية الهاشمية | العكس : 1999 2009 THE HASHEMITE KINGDOM OF JORDAN العيد العاشر للجلوس على العرش | العكس : 1999 2009 THE HASHEMITE KINGDOM OF JORDAN العيد العاشر للجلوس على العرش |       |
| الكتلة 31.1 غ | المعدن فضة 0.999 | القطر 40 مم                                                                     | السُمك 2.35 مم                                                                   |       |
| المصمم(ون) | المصمم(ون) | الحواف مسكوكة                                                                   | الحواف مسكوكة                                                                   |       |
| الطرازات 2009 | الطرازات 2009 | القيمة الاسمية 10 دينار أردني                                                   | القيمة الاسمية 10 دينار أردني                                                   |       |
| | |                                                                                 |                                                                                 |       |

| \| \| | \| \| | \| \| | \| \| | \| \| |
| --- | --- | --- | --- | ----- |
| 10 دنانير أردني معدني (2012)                                                                                            | | | |       |
| الوجه : TEN DINARS THE HASHEMITE KINGDOM OF JORDAN عبد الله الثاني ابن الحسين ملك المملكة الأردنية الهاشمية عشرة دنانير | الوجه : TEN DINARS THE HASHEMITE KINGDOM OF JORDAN عبد الله الثاني ابن الحسين ملك المملكة الأردنية الهاشمية عشرة دنانير | العكس : 1433 هـ 2012 م H.M. KING ABDULLAH II 50TH BIRTHDAY العيد الخمسون لميلاد جلالة الملك عبد الله الثاني ابن الحسين | العكس : 1433 هـ 2012 م H.M. KING ABDULLAH II 50TH BIRTHDAY العيد الخمسون لميلاد جلالة الملك عبد الله الثاني ابن الحسين |       |
| الكتلة 31.1 غ | المعدن فضة 0.999 | القطر 40 مم | السُمك 2.35 مم |       |
| المصمم(ون) | المصمم(ون) | الحواف مسكوكة | الحواف مسكوكة |       |
| الطرازات 2012 | الطرازات 2012 | القيمة الاسمية 10 دينار أردني                                                                                          | القيمة الاسمية 10 دينار أردني                                                                                          |       |
| | | | |       |

| \| \|                                                | \| \|                                                | \| \|                                                                             | \| \|                                                                             | \| \| |
| ---------------------------------------------------- | ---------------------------------------------------- | --------------------------------------------------------------------------------- | --------------------------------------------------------------------------------- | ----- |
| 10 دنانير أردني معدني (2014)                         |                                                      |                                                                                   |                                                                                   |       |
| الوجه : CENTRAL BANK OF JORDAN البنك المركزى الأردنى | الوجه : CENTRAL BANK OF JORDAN البنك المركزى الأردنى | العكس : 10 DINARS 1964 - 2014 1964-2014 FIFTIETH ANNIVERSARY خمسون عاما دنانير 10 | العكس : 10 DINARS 1964 - 2014 1964-2014 FIFTIETH ANNIVERSARY خمسون عاما دنانير 10 |       |
| الكتلة 31.1 غ                                        | المعدن فضة 0.999                                     | القطر 40 مم                                                                       | السُمك 2.35 مم                                                                     |       |
| المصمم(ون)                                           | المصمم(ون)                                           | الحواف مسكوكة                                                                     | الحواف مسكوكة                                                                     |       |
| الطرازات 2014                                        | الطرازات 2014                                        | القيمة الاسمية 10 دينار أردني                                                     | القيمة الاسمية 10 دينار أردني                                                     |       |
|                                                      |                                                      |                                                                                   |                                                                                   |       |

| \| \|                                                                           | \| \|                                                                           | \| \|                                              | \| \|                                              | \| \| |
| ------------------------------------------------------------------------------- | ------------------------------------------------------------------------------- | -------------------------------------------------- | -------------------------------------------------- | ----- |
| 10 دنانير أردني معدني (2016)                                                    |                                                                                 |                                                    |                                                    |       |
| الوجه : 10 DINARS 10 دنانير 1916 - 2016 مائة عام على قيام الثورة العربية الكبرى | الوجه : 10 DINARS 10 دنانير 1916 - 2016 مائة عام على قيام الثورة العربية الكبرى | العكس : 100th ANNIVERSARY OF THE GREAT ARAB REVOLT | العكس : 100th ANNIVERSARY OF THE GREAT ARAB REVOLT |       |
| الكتلة 31.1 غ                                                                   | المعدن فضة 0.999                                                                | القطر 40 مم                                        | السُمك 2.35 مم                                      |       |
| المصمم(ون)                                                                      | المصمم(ون)                                                                      | الحواف مسكوكة                                      | الحواف مسكوكة                                      |       |
| الطرازات 2016                                                                   | الطرازات 2016                                                                   | القيمة الاسمية 10 دينار أردني                      | القيمة الاسمية 10 دينار أردني                      |       |
|                                                                                 |                                                                                 |                                                    |                                                    |       |

| \| \|                                                   | \| \|                                                   | \| \|                                                         | \| \|                                                         | \| \| |
| ------------------------------------------------------- | ------------------------------------------------------- | ------------------------------------------------------------- | ------------------------------------------------------------- | ----- |
| 10 دنانير أردني معدني (2021)                            |                                                         |                                                               |                                                               |       |
| الوجه : 100 1921 2021 مئة عام على تأسيس الدولة الاردنية | الوجه : 100 1921 2021 مئة عام على تأسيس الدولة الاردنية | العكس : 10 DINARS 10 دنانير CENTENNIAL OF STATEHOOD أرض العزم | العكس : 10 DINARS 10 دنانير CENTENNIAL OF STATEHOOD أرض العزم |       |
| الكتلة 59 غ                                             | المعدن فضة 0.999                                        | القطر 50 مم                                                   | السُمك 4.5 مم                                                  |       |
| المصمم(ون)                                              | المصمم(ون)                                              | الحواف مسكوكة                                                 | الحواف مسكوكة                                                 |       |
| الطرازات 2021                                           | الطرازات 2021                                           | القيمة الاسمية 10 دينار أردني                                 | القيمة الاسمية 10 دينار أردني                                 |       |
|                                                         |                                                         |                                                               |                                                               |       |

## روابط خارجية
- اصدارت اوراق النقد - البنك المركزي الأردني